# Се Хуэй
Се Хуэй (кит. трад. 谢晖, упр. 邹捷, пиньинь Xiè Huī; род. 14 февраля 1975, Шанхай) — китайский футболист, выступал на позиции нападающего. В настоящее время является главным тренером китайского клуба «Чанчунь Ятай». В качестве игрока большую часть карьеры провёл в «Шанхай Шэньхуа», с которым несколько раз становился чемпионом Китая, обладателем Кубка Китая. Также выступал за китайский клуб «Чунцин Лифань», немецкие «Алеманнию», «Гройтер» и «Веен». В качестве игрока сборной принимал участие в розыгрышах Кубка Азии 1996 и 2000 годов.

## Карьера
Профессиональную карьеру Се Хуэй начал в клубе «Шанхай Шэньхуа», за молодёжную сборную которой выступал на юниорском уровне. Дебютировал в сезоне 1994 года за основную команду. После шести сезонов за клуб игрок стал обладателем Кубка Китая, выиграл чемпионат, после чего в январе 2000 года перешёл в команду Второй Бундеслиги «Алеманния». В сезоне 2000/01 Се Хуэй был лучшим бомбардиром команды с 14 голами в 21 матчах лиги. В следующем сезоне игрок практически перестал забивать, отличившись лишь однажды за тринадцать матчей. В итоге после неудачного сезона Се вернулся в Китай, где присоединился к бывшему клубу «Шанхай Шэньхуа» на правах аренды в марте 2002 года и получил как место в основе, так и вызов в национальную сборную. После окончания срока аренды в августе 2002 года Се отправился в другой клуб Второй Бундеслиги, на этот раз им стал «Гройтер». Переход оказался не очень удачным, так как игроку удалось лишь однажды отличиться за восемь матчей в основе нового клуба. В итоге Се Хуэй в 2003 году решил вернуться в Китай, где стал игроком «Чунцин Лифань».
Третье возвращение в «Шанхай Шэньхуа» случилось в декабре 2004 года, когда игрок вновь решил перезапустить карьеру. После двух лет в составе «Шанхая» 1 января 2008 года Се вновь вернулся в Германию, где на правах аренды присоединился к клубу Второй Бундеслиги «Веен». Срок контракта составлял 18 месяцев. По окончании контракта 6 января 2009 года Се вернулся в «Шанхай Шэньхуа», где официально завершил карьеру игрока. После последней официальной игры было объявлено, что Се Хуэй остаётся в структуре клуба в качестве помощника главного тренера. Вторым в карьере клубом стала ещё одна команда из Шанхая, «Шанхай СИПГ», в которой Се провёл три года в качестве помощника главного тренера. В 2020 году было объявлено, что Се Хуэй назначен главным тренером клуба «Наньтун Чжиюнь».

## Международная карьера
В качестве игрока сборной принимал участие в розыгрышах Кубка Азии 1996 и 2000 годов. Также являлся лучшим бомбардиром в отборочном турнире к чемпионату мира 2002 года, однако главный тренер китайской сборной Бора Милутинович не включил его в основу на турнир.

## Достижения

### Клубные
«Шанхай Шэньхуа»:
- Чемпион Китайской лиги Цзя-А: 1995
- Обладатель Кубка Китая: 1998
- Обладатель Кубка чемпионов Восточной Азии: 2007

### Индивидуальные
- Лучший молодой игрок Китайской футбольной ассоциации: 1995

## Личная жизнь
Бабушка игрока была англичанкой. 9 декабря 2004 года Се женился на давней подруге, китайской модели Тун Чэньцзе, однако 27 июня 2011 года пара объявила о разводе.